# 平太
平太（转写：Uksun Pingtai；1726年8月25日—1776年6月7日，雍正四年七月二十八日戌時－乾隆四十一年四月二十一日辰時），爱新觉罗氏，又名平泰，字朗軒。清朝正藍旗第八族宗室永字輩，正藍旗包衣護軍校多諾管領下人，清朝官员，进士出身，詩人。

## 生平
乾隆十二年（1747年）十二月，獲欽賜進士，隔年一體參加殿試。乾隆十三年（1748年）戊辰科殿試位列第二甲第五十七名進士出身。五月，選翰林院庶吉士。乾隆十九年（1754年）閏四月授宗人府額外主事。二十年（1755年）七月，實授宗人府主事。二十四年（1759年）五月，授宗人府副理事官。三十年（1765年）四月，升授宗人府理事官。乾隆三十二年（1767年）三月，因雲騎尉紫帶子玉良添寫襲職誥命有遺漏，經旗咨呈宗人府時，理事官未予查明並移咨內閣、未詳查便含糊收入存稿，平太與另一位理事官宗室存格一併交吏部查議。後因病告退理事官。乾隆四十一年（1776年）四月二十一日卒，年五十一歲。
曾任正蓝旗包衣第二㕘領第一佐領（係乾隆二十五年（1760）增立），前任同榜进士宗室良成，后任其兄宗室希布禪（据《钦定八旗通志》）。
先祖饒餘敏親王阿巴泰家族的墓群位于今北京石景山区西北部五里坨地区有个叫南宫的地方，靠近明代隆恩寺，在历史上屡遭劫掠。

## 著作
有《平定金川功成恭纪》詩：
駿業包三極，光靈被八垠。膚公成薄伐，聖主得賢臣。制敵無增壘，征頑不浹旬。元戎初錫命，小丑遽歸身。聚處憐焦虱，深藏笑狡㕙。猿娭矜搏箭，螳怒敢當輪。健翮資抨擊，奔雷懾聵嚚。請行煩宰輔，報國矢忠純。峒箐逾懸阻，貔貅樂拊循。分明軍令肅，踊躍士心振。拔本方除惡，先聲已奪人。搗巢乘勢便，攻塞破堅頻。有赫天威遠，惟几睿算神。迎鐸全解竹。畀火待然薪。于鑠吾皇烈，真符大造仁。止戈文乃武，育物世如春。獻捷期何速，酬庸賞递臻。去時冰載路，來日柳迷津。從此兵常偃，行看俗更淳。四隅懷震疊，萬類荷陶甄。侔色瞻星緯，摅忱拱玉宸。驗風咸受吏，占海盡徠賓。絡繹豐穰慶，駢闐福祜申。頌揚須雅奏，折簡愧敷陳。

## 家庭及關聯
- 五世祖：饒餘敏親王阿巴泰（1589年－1646年），大清太祖高皇帝第七子，封多羅饒餘郡王，追封和碩饒餘親王，諡敏。
- 高祖父：固山溫良貝子博和託（1610年－1648年），阿巴泰第二子，初封奉恩輔國公，晉封固山貝子。
- 曾祖父：固山貝子彰泰 (清朝)（1636年－1690年），博和託第四子，初封奉恩鎮國公，襲封固山貝子，授定遠平寇大將軍、左宗正。
- 祖父：宗室明瑞（1666年－1715年），多善第五子，封奉恩鎮國公，緣事革爵。

- 父：宗室興尚（1705年－1748年），明瑞第四子，官筆帖式。
- 母：王氏，興尚側室，護軍校雅圖之女。

- 平太排行第二，有兄一人弟七人：
  - 希布禪（1724年－1800年），初授三等侍衛，官至護軍參領。
  - 和爾根（1730年－1792年），閑散。
  - 元凱（1736年－1737年），早卒。
  - 中英（1737年－1740年），早卒。
  - 憲成（1740年－1743年），早卒。
  - 廣哲（1741年－1744年），早卒。
  - 滿祿（1745年－1748年），早卒。
  - 希爾特布（1746年－1751年），早卒。

### 妻妾
- 正室：鈕祜祿氏，多倫泰之女。
- 無側室。

### 子女
- 子宗室玉梁（1753年－1812年）。孙宗室寬綿（1786-1829），道光五年乙酉科举人[4]；妻瓜爾佳氏（父鑲白旗滿洲、西安將軍興奎；侄女瓜爾佳氏，嫁镶黄旗满洲、道光十六年（1836）丙申恩科进士戴佳氏慧成）。